# Grande Porto
La Grande Porto è una subregione statistica del Portogallo, parte della regione Nord, e del distretto di Porto (Espinho fa parte del distretto di Aveiro). Confina a nord col Cávado, ad est con l'Ave e il Tâmega, a sud con l'Entre Douro e Vouga e il Basso Vouga e ad ovest con l'Oceano Atlantico.

## Suddivisioni
Comprende 9 comuni:
- Espinho
- Gondomar
- Maia
- Matosinhos
- Porto
- Póvoa de Varzim
- Valongo
- Vila do Conde
- Vila Nova de Gaia